# Benjamin Paul Akers
Benjamin Paul Akers fue un escultor estadounidense nacido en Westbrook, Maine el 10 de julio de 1825 y falleció en Filadelfia en 1861.

## Biografía
Nacido en 1825, en la Villa de Saccarappa, cerca de Westbrook en el Condado de Maine.
A la edad de 30 años (1835) viajó a Roma , donde trabajó durante algunos años.
Entre sus obras están los bustos de Edward Everett y Henry Wadsworth Longfellow, la cabeza de John Milton y la escultura Dead Pearl Diver, expuesta en el Portland Museum of Art en Portland, Maine.
Estuvo casado con la poeta Elizabeth Chase Akers Allen desde 1860 hasta su muerte en Filadelfia en 1861, a la edad de 35 años, por causas desconocidas.

## Obras
- Retrato de Edward Everett, busto
- Retrato de Henry Wadsworth Longfellow, busto
- Retrato de John Milton, cabeza
- El buscador de perlas,(1860) estatua, expuesta en el Portland Museum of Art en Portland, Maine.